# Anemplocia melambathes
Anemplocia melambathes là một loài bướm đêm trong họ Geometridae.